# 弗倫奇鎮區 (明尼蘇達州聖路易斯縣)
弗倫奇鎮區（英語：French Township）是位於美國明尼蘇達州聖路易斯縣的一個行政鎮區。

## 地方資料
弗倫奇鎮區的面積為96.69平方千米，當中陸地面積為86.28平方千米，而水域面積為10.41平方千米。根據2020年美國人口普查的數據，當地共有人口552人，而人口密度為每平方千米5.71人。